# Елизаветинка (Добринский район)
Елизаветинка — деревня Среднематрёнского сельсовета Добринского района расположена на реке Матрёнка.
Деревня была известна под названием Востриково и Поздняково — по фамилиям владельцев.

## История
В списке населённых мест 1862 года отмечается как сельцо владельческое, 11 дворов, 152 жителя.
По данным 1911 года — деревня с 17 дворами, относилась к приходу церкви села Средняя Матрёнка.
По переписи 1926 года в ней было 25 дворов и 144 жителя.
В 1932 году здесь проживало 209 человек.

## Население
| 2010 |
| ---- |
| 57   |